# Évêque bleu-noir
Cyanoloxia cyanoides
Espèce
Statut de conservation UICN

 LC  : Préoccupation mineure
L'Évêque bleu-noir (Cyanoloxia cyanoides) est un oiseau de la famille des Cardinalidae.

## Description
Le mâle possède un plumage bleu tandis que celui de la femelle est grisâtre. Le mâle et la femelle mesurent environ 19 cm.

## Aire de répartition